# Agapetus tadzhikorum
Agapetus tadzhikorum là một loài Trichoptera trong họ Glossosomatidae. Chúng phân bố ở miền Cổ bắc.